# شیتوکو
شیتوکو (به ژاپنی: 至徳 Shitoku)، نام یک عصر تاریخی ژاپنی دربار شمالی در طی دوره نانبوکوچو بود. این عصر بعد از ایتوکو و قبل از کاکی (دوره موروماچی) قرار داشت و از فوریه ۱۳۸۴ تا اوت ۱۳۸۷ میلادی به طول انجامید. در طی این عصر امپراتور دربار شمالی در کیوتو، امپراتور گو-انیو و امپراتور دربار جنوبی امپراتور گو-کامه‌یاما بود.